# Oligostigmoides cryptalis
Oligostigmoides cryptalis är en fjärilsart som beskrevs av Druce 1896. Oligostigmoides cryptalis ingår i släktet Oligostigmoides och familjen Crambidae. Inga underarter finns listade i Catalogue of Life.